# Pararetifusus dedonderi
Pararetifusus dedonderi is een slakkensoort uit de familie van de Buccinidae. De wetenschappelijke naam van de soort is voor het eerst geldig gepubliceerd in 2001 door Fraussen & Hadorn.